# Sophronica hirsutula
Sophronica hirsutula là một loài bọ cánh cứng trong họ Cerambycidae.